# David H. Lorence
David H. Lorence ( 1946 - ) es un botánico, y pteridólogo estadounidense. Ocupa la "Cátedra de botánica B. Evans", y desde 1987 trabaja en el "National Tropical Botanical Garden", Kalāheo, Kauai, Hawái; como investigador principal botánico. Obtuvo en 1980 su Ph.D., en biología vegetal, en la Universidad Washington en San Luis
B.A., Botany, University of Wisconsin, Madison, WI, 1970
Es especialista en sistemática de plantas tropicales, florística y plantas invasoras; centrándose en el Pacífico y el neotropico, de la familia Rubiaceae, incluyendo café, quinina, y gardenias. También estudia pteridofitas de las islas del Pacífico y la familia Monimiaceae de Madagascar.

## Algunas publicaciones
- Balick, M. J., D. H. Lorence, D. Lee Ling, & W. Law. 2009. Plants and People of Pohnpei: An Overview. Cap. 1, p. 1-39, in The Ethnobotany of Pohnpei: Plants, People and Island Culture. Editó Michael J. Balick. University of Hawaii Press & New York Botanical Garden, 585 pp.
- Lorence, D. H., T. Flynn. 2009. Checklist of the vascular plants of Pohnpei. Cap. 9, p. 524-566 in The Ethnobotany of Pohnpei: Plants, People and Island Culture. Editó Michael J. Balick. University of Hawaii Press & New York Botanical Garden, 585 p.
- ---------------. 2009. Lectotypification of Didymaea mexicana Hook.f. (Rubiaceae) and the identity of D. alsinoides (Schltdl. & Cham.) Standl. Acta Botanica Mexicana 88: 73-79
- ---------------. 2009. Stenaria sanchezii (Rubiaceae), a new and endangered species from Sonora, Mexico. J. of the Botanical Res. Institute of Texas 3(2): 521-525
- Ebihara, A., J. Nitta, D. H. Lorence, J.-Y. Dubuisson. 2009. New Records of Polyphlebium borbonicum, an African filmy fern, in the New World and Polynesia. Am. Fern Journal 99: 200-206
- Lorence, D. H., W. L. Wagner, and W. G. Laidlaw. 2010. Kadua haupuensis (Rubiaceae: Spermacoceae), a new endemic species from Kauai`i, Hawaiian Islands. Brittonia 61(4)
- Taylor, C. M., D. H. Lorence. 2010. Rubiacearum Americanarum Magna Hama Pars XX: Notable New Species of Appunia, Patima, and Rosenbergiodendron. Novon 20: 95-105

## Honores
- Editor de Allertonia, series NTBG de artículos ocasionales
- 1986: "galardón Jesse M. Greenman" por la mejor tesis en sistemática vegetal
- 1976—1980: beca de estudiante graduado, Univ. Washington, División de Biología y Ciencias Biomédicas

Miembro
- 1979: Sociedad Linneana de Londres
- International Association for Plant Taxonomy
- American Society of Plant Taxonomists
- Sociedad Botánica de México

### Epónimos
Género
- (Rubiaceae) Lorencea Borhidi[2]

Especies
- (Loganiaceae) Labordia lorenceana K.R.Wood, W.L.Wagner & T.J.Motley[3]

- (Asteraceae) Cylindrocline lorencei A.J.Scott[4]

- (Dryopteridaceae) Ctenitis lorencei Holttum[5]

- (Hymenophyllaceae) Didymoglossum lorencei (Tardieu) Ebihara & Dubuisson[6]

- (Hymenophyllaceae) Trichomanes lorencei Tardieu[7]

- (Pandanaceae) Pandanus lorencei Huynh[8]

- (Rubiaceae) Mexotis lorencei Terrell & H.Rob.[9]

- La abreviatura «Lorence» se emplea para indicar a David H. Lorence como autoridad en la descripción y clasificación científica de los vegetales.[10]